# أرنولد ويلي
أرنولد ويلي (بالإنجليزية: Arnold Wiley)‏ هو عازف بيانو أمريكي، ولد في 1 نوفمبر 1898 في نيو مدريد في الولايات المتحدة، وتوفي في 1 نوفمبر 1964 في مانهاتن في الولايات المتحدة.

## روابط خارجية
- أرنولد ويلي على موقع أول ميوزيك (الإنجليزية)